# Lomo

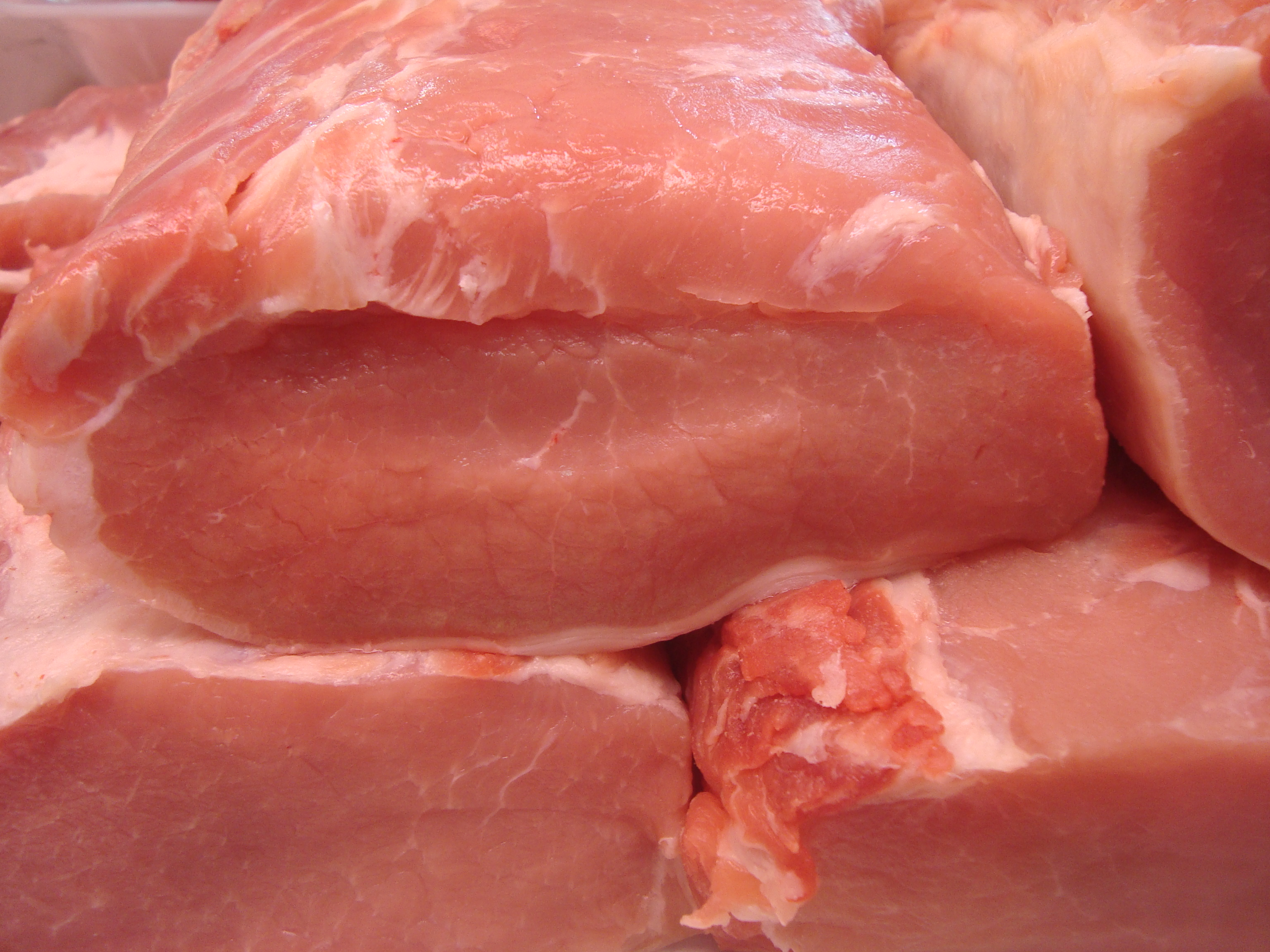
Cinta de lomo de cerdo, corte de lomo.

El lomo es un corte de carne de la región dorsal de los animales de matadero. Contiene un conjunto de músculos que se encuentran a los lados de la columna vertebral de los animales vertebrados. Así, pues, hay que distinguir dos acepciones del término «lomo»: el lomo como corte de carne destinado al consumo y el lomo como parte de la anatomía de un gran número de animales, se considere o no esta parte apta para la gastronomía. Por ejemplo, el lomo del cerdo suele utilizarse para la gastronomía, pero el lomo de las ballenas, de los cocodrilos o de las jirafas, en general, no se destina al consumo. En el caso del lomo de los animales de matadero, criados en ganadería, suele utilizarse el vacuno y el porcino.

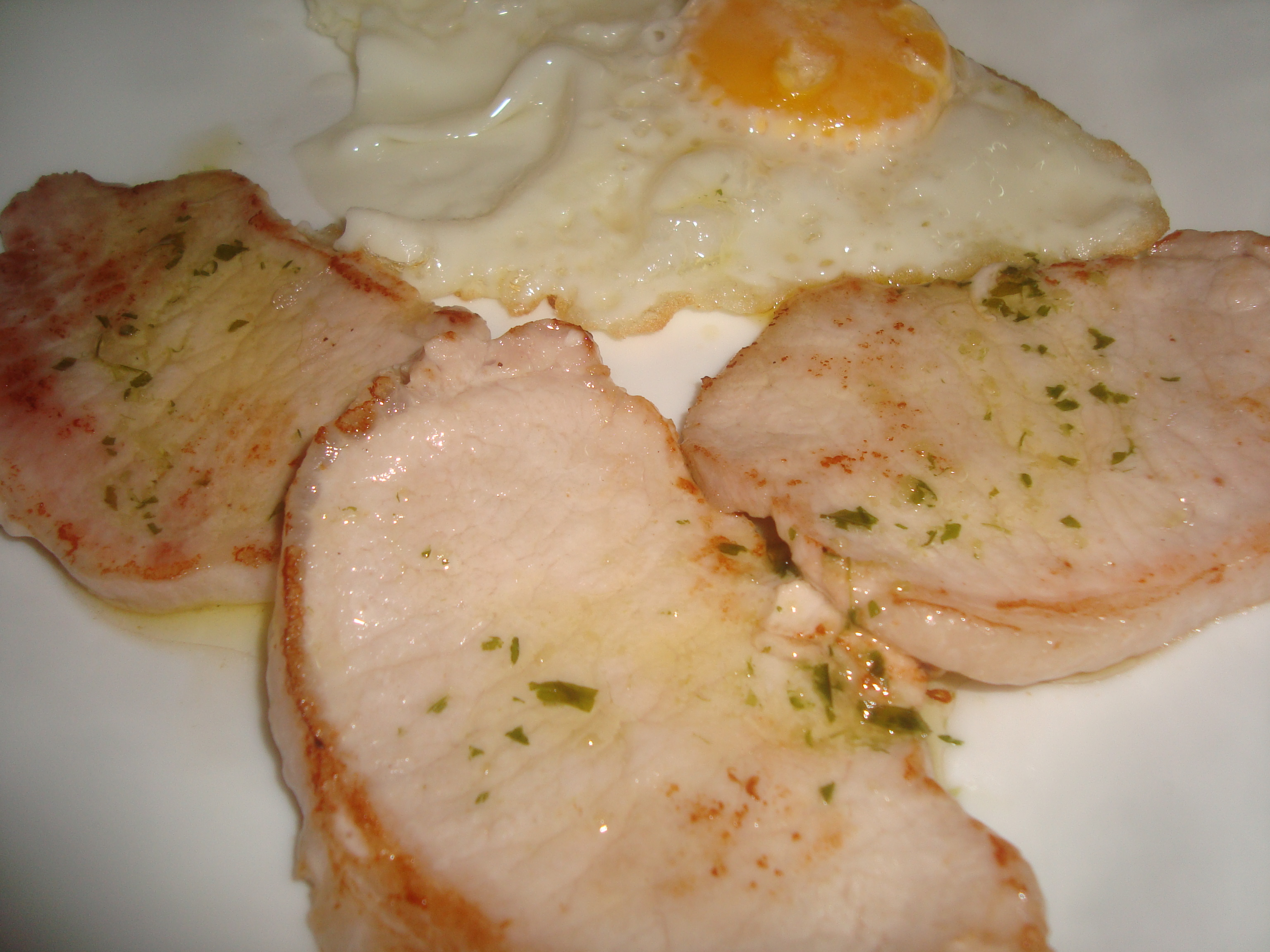
Lomo cocinado a la plancha.

## Anatomía
La región se encuentra a los lados de la columna vertebral entre la última costilla y el ilion. La musculatura del lomo, es decir, los músculos esqueléticos en dirección hacia el estómago, son el músculo psoas mayor, músculo psoas menor y musculus cuadrado lumbar. Los músculos son inervados a través de la ramificación anterior (Rami anteriores) del nervio espinal en las secciones del lomo de la médula espinal, la piel de la región lumbar de las ramificaciones posteriores (Rami posteriores) de estos nervios. 
El riego sanguíneo se realiza mediante las arterias del lomo (arterias lumbares), que nace de forma segmenta a partir de la aorta.

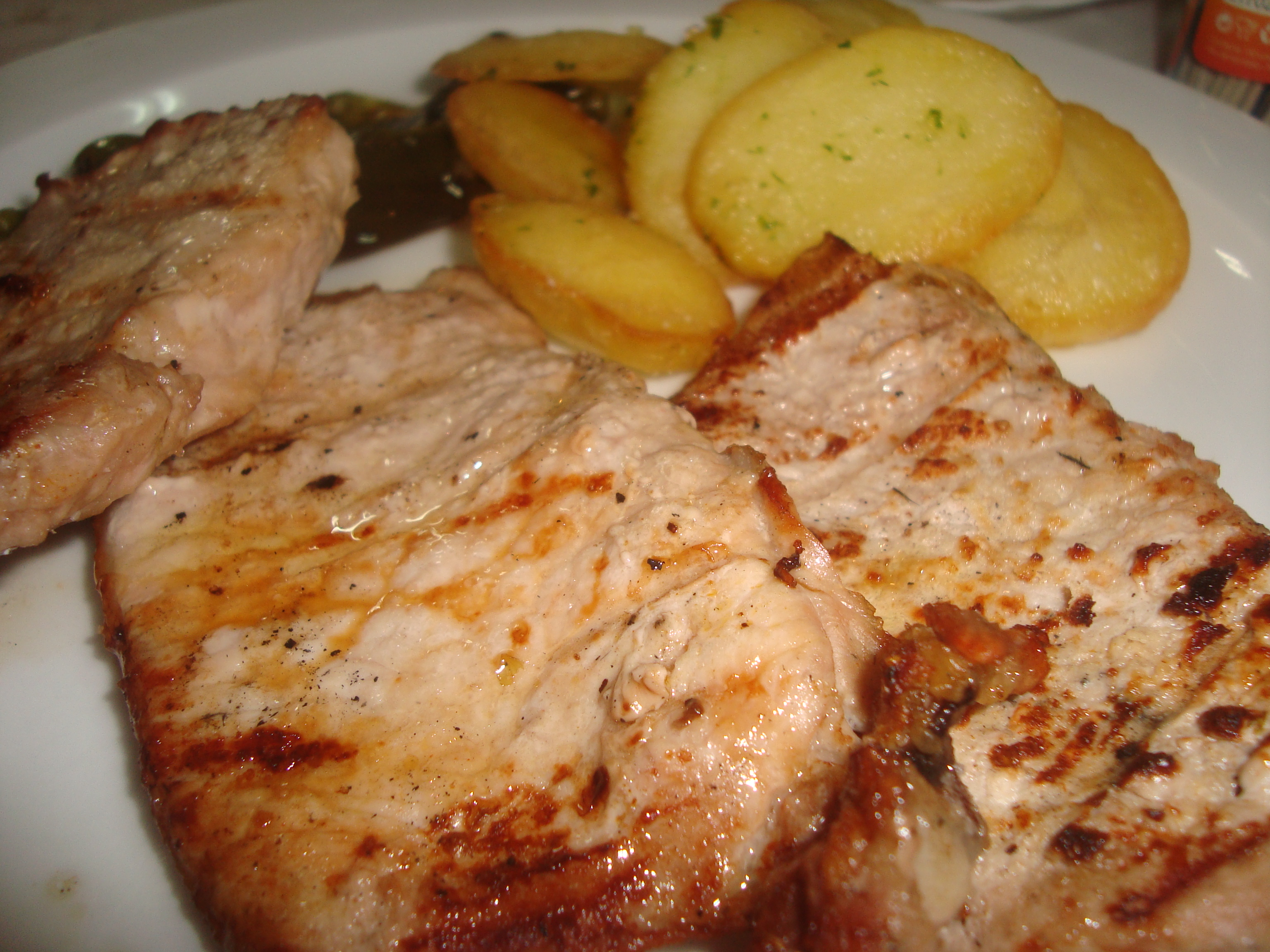
Lomo cocinado a la brasa.

## Lomo para el consumo
La musculatura del lomo de cerdo, ternera o de otros animales de matadero es especialmente suave y suele venderse como filete.